# Zenerovy karty

Zenerovy karty se používají při experimentech s telepatií. Vytvořili je v roce 1920 psycholog Karl Zener (1903–1964) a biolog Joseph Banks Rhine (1895–1980). Karty obsahují pět jednoduchých symbolů: kruh, kříž, vlnky, čtverec a hvězdu.
Princip experimentů s těmito kartami je následující: v balíčku je 5 karet od každého symbolu. Vysílatel tento balíček zamíchá a určitou dobu se postupně soustředí na každou kartu. Přijímatel zaznamenává, na který symbol se podle něj vysílatel právě soustředí. Vysílatel a přijímatel by měli být vizuálně odděleni, například v sousedních místnostech.
V padesátých letech 20. století údajně experimentovalo s telepatickým přenosem informací americké námořnictvo na palubě atomové ponorky. V Severní Karolině bylo zařízení na míchání Zenerových karet, dvakrát denně z něj bylo několik karet vyhozeno a pokusná osoba v roli vysílatele se postupně na každou z nich soustředila. Dva tisíce kilometrů daleko a stovky metrů pod hladinou se druhá osoba v roli přijímatele na palubě atomové ponorky snažila uhodnout, na který list kolega v Severní Karolíně právě myslí. Námořník údajně správně určil v průměru sedm karet z deseti.
Např. podle názoru skeptiků ze sdružení Sisyfos jsou ale výsledky podobných experimentů sporné a statisticky neprůkazné.